# Hemigryllus columbi
Hemigryllus columbi är en insektsart som beskrevs av Andrej Vasiljevitj Gorochov 1996. Hemigryllus columbi ingår i släktet Hemigryllus och familjen syrsor. Inga underarter finns listade i Catalogue of Life.